# ガザニア
ガザニア（学名：Gazania）とは、キク科ガザニア属（クンショウギク属）の総称。原種は15種ほどある。園芸上のガザニアはGazania rigensである。
Gazaniaの名は、アリストテレスなどのギリシャの古典書物をラテン語に翻訳したギリシャ人「ガザ」の名前に由来する。

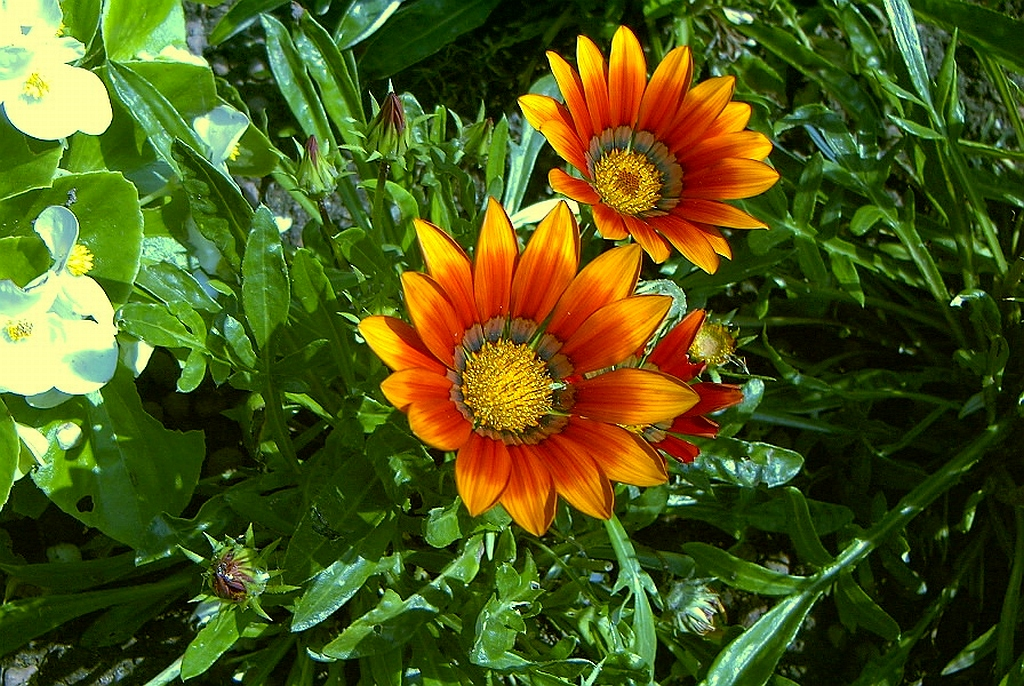
ガザニアの1種

## 代表的な種
南アフリカ原産で多くの種類がある。
- G. heterochaeta DC.
- G. krebsiana Less. (syn. G. pavonia)
- G. lichtensteinii Less.
- G. rigens (L.) Gaertn. (syn. G. splendens)

## 園芸

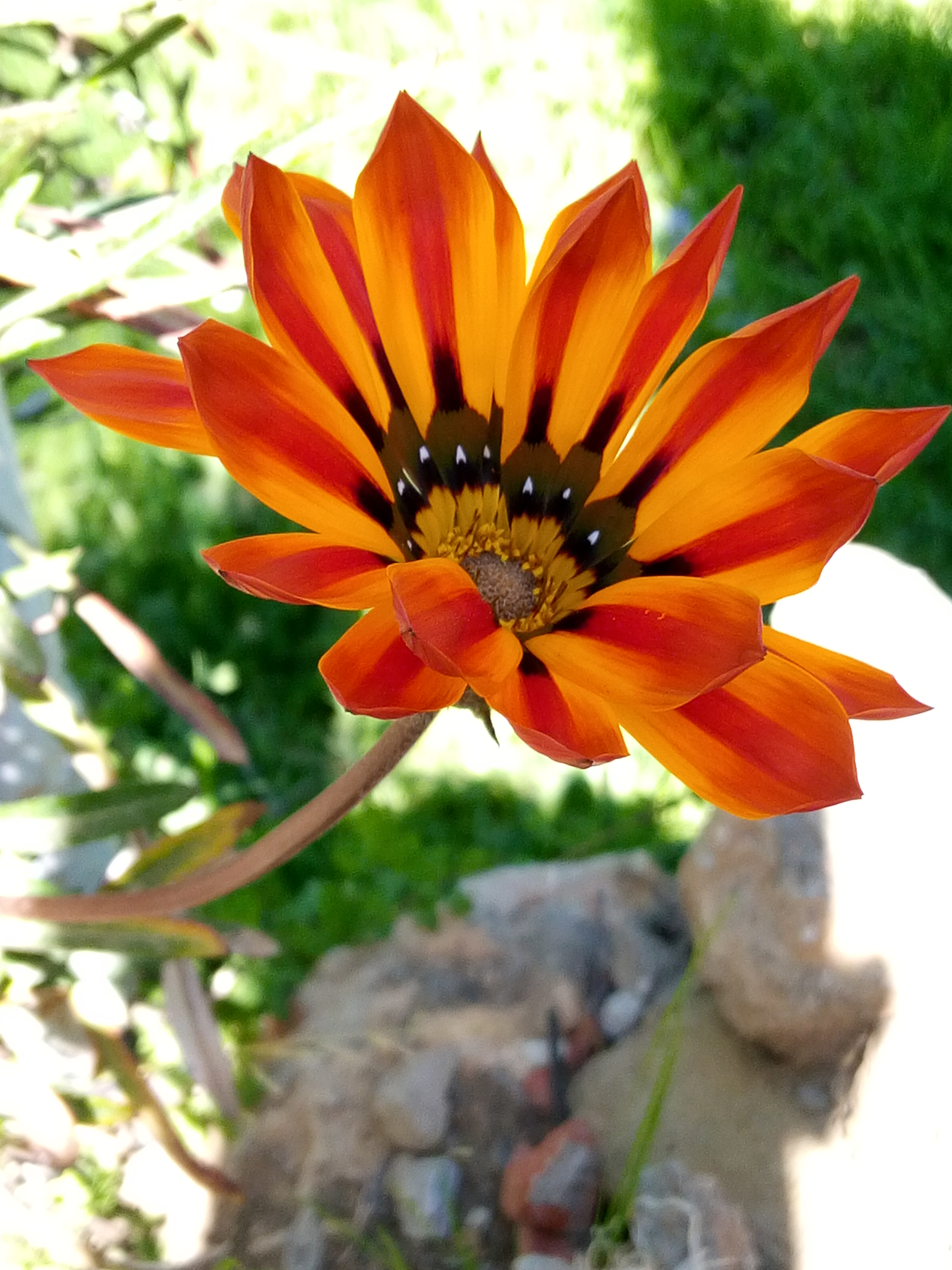
ガザニア

半耐寒性の多年草で暖地では宿根草になるが、日本の寒い地域では冬に枯れてしまい、暖地では夏の高温多湿で弱るため、1年草として扱われている。宿根ガザニアとして販売されている種は耐暑性、耐寒性に優れ日本でも多年草として栽培し易い。草丈15-40cm くらい、葉は根生で切れ込みのあるへら形、表は濃緑色で光沢があるが、裏は真っ白な柔毛がある。斑入りの品種もある。地下茎から新しい茎が匍匐してよく広がる。乾燥には強い。現在出回っている品種はほとんど四季咲き性で、暖色系の樺色・オレンジ色・臙脂・黄土色などで目が覚めるように鮮やかな花色なのが特徴で直径10cmになるものもある。晴れた日の日中にのみ開花し、それ以外は花は閉じる。
花言葉は、「あなたを誇りに思う、身近の愛、潔白、きらびやか」